# Turret Peak (Wyoming)
Der Turret Peak ist mit einer Höhe von 4147 m der sechsthöchste Berg des US-Bundesstaates Wyoming und der fünfthöchste der Wind River Range im Westen des Bundesstaates. Er liegt unmittelbar östlich der kontinentalen Wasserscheide am Hauptkamm der Gebirgskette, östlich des Mount Warren, nordöstlich des Mount Helen und südlich des durch den Backpackers Pass getrennten Sunbeam Peak. Südlich des Berges erstreckt sich der Helen Glacier, nordwestlich des Dinwoody Glacier, der zu den flächenmäßig größten Gletschern der Rocky Mountains zählt. Die Gegend um den Turret Peak ist vollständig als Wildnis-Schutzgebiet ausgewiesen – der Berg liegt innerhalb der Grenzen der Fitzpatrick Wilderness des Shoshone National Forest, unmittelbar östlich der Bridger Wilderness des Bridger-Teton National Forest. Die Erstbesteigung des Berges erfolgte im Jahr 1924 durch Carl Blaurock und Albert Ellingwood.

## Belege
1. 1 2  Turret Peak - Peakbagger.com. Abgerufen am 14. April 2024.
2. ↑  Turret Peak : Climbing, Hiking & Mountaineering : SummitPost. Abgerufen am 14. April 2024.